# Balatonszemes
Balatonszemes je obec v Maďarsku v župě Somogy. Nachází se na jižním břehu Balatonu mezi Balatonlelle a Balatonszárszó.

## Historie
V letech 1790 až 1861 zde byla dostavníková stanice pro výměnu koní, což svědčí o tom, že místo bylo v té době důležité. Od roku 1880 se Balatonszemes rozvíjel jako přímořské letovisko. V době socialismu byl v areálu hradu Hunyady dětský rekreační domov.

## Doprava
Balatonszemes leží na hlavní silnici č. 7. Dva kilometry jižně od obce vede dálnice M7. Obec je také napojena na železniční trať z Nagykanizsy na budapešťské jižní nádraží.

## Partnerská města
- Schönbrunn Německo
- Sândominic, Rumunsko